# Улица Грибоедова (Екатеринбург)
Улица Грибое́дова находится в жилом районе «Химмаш» Чкаловского административного района Екатеринбурга. Первоначальное название — 2-я улица Первого мая, в 1937 году переименована в честь А. С. Грибоедова.

## История
Улица Нижнеисетска, связавшая плотину исторического Нижнеисетского завода с проходной Уралхиммаша, до 1937 года носила название 2-й улицы Первого мая.
К 1945 году архитекторы Свердловскгражданпроекта утвердили план застройки будущего соцгородка, проложив главную ось с запада на восток. Авторами проектов зданий в неоклассическом стиле, сформировавшими парадный ансамбль улицы, выступили А. П. Тафф и А. Я. Гуляев, проектированием декора занималась В. И. Векслер. Основное работы велись в 1950-х годах, при этом до середины 1950-х годов на стройке работали пленные немцы.
В конце 1940-х — начале 1950-х годов аллея на улице была засажена тополями. В 2019 году старейшая в районе аллея была вырублена, 297 тополей уничтожили.
В 1960-х годах под руководством архитектора Р. М. Лотарёвой был утверждён обновлённый план застройки района, предусматривавший строительство на улице Грибоедова дворца культуры. Строительство здания по типовому проекту с залом на 800 мест началось во второй половине 1960-х годов, открытие ДК, названного в честь 50-летия Октября, состоялось 3 ноября 1967 года.
В 1954—1964 годах в 51-й квартире дома № 25 жил с семьёй Серго Лаврентьевич Берия, сын опального Министра внутренних дел СССР, работавший в Свердловске под фамилией Гегечкори.

## Расположение и благоустройство
Является магистральной улицей жилого района «Химмаш» Чкаловского административного района Екатеринбурга. На юго-западе берёт начало от перекрёстка с улицей Пархоменко, пролегает по гребню Нижнеисетской плотины, на северо-востоке ограничена улицами Инженерной и Торговой.

## Примечательные здания и сооружения
- Плотина Нижнеисетского завода и павильон шлюзового хозяйства
- Ансамбль парадной застройни (дома № 18—29)
- Жилая застройка 1950—1960-х годов (дома № 14, 16, 17)
- Дворец культуры (дом № 13)
- Спортивно-технический клуб (дом № 9)
- Кинотеатр «Экран» (дом № 3)

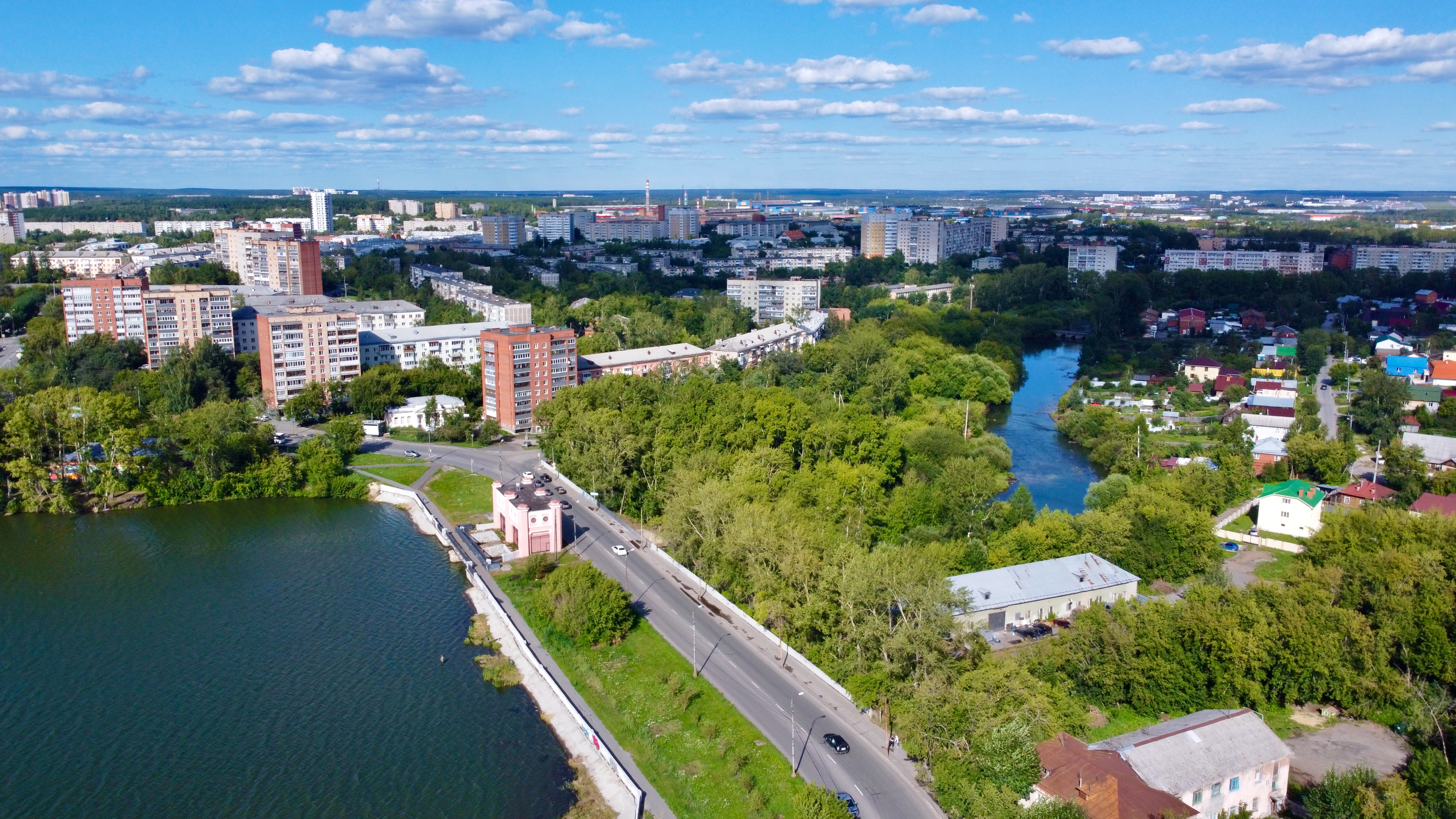
Плотина Нижнеисетского завода
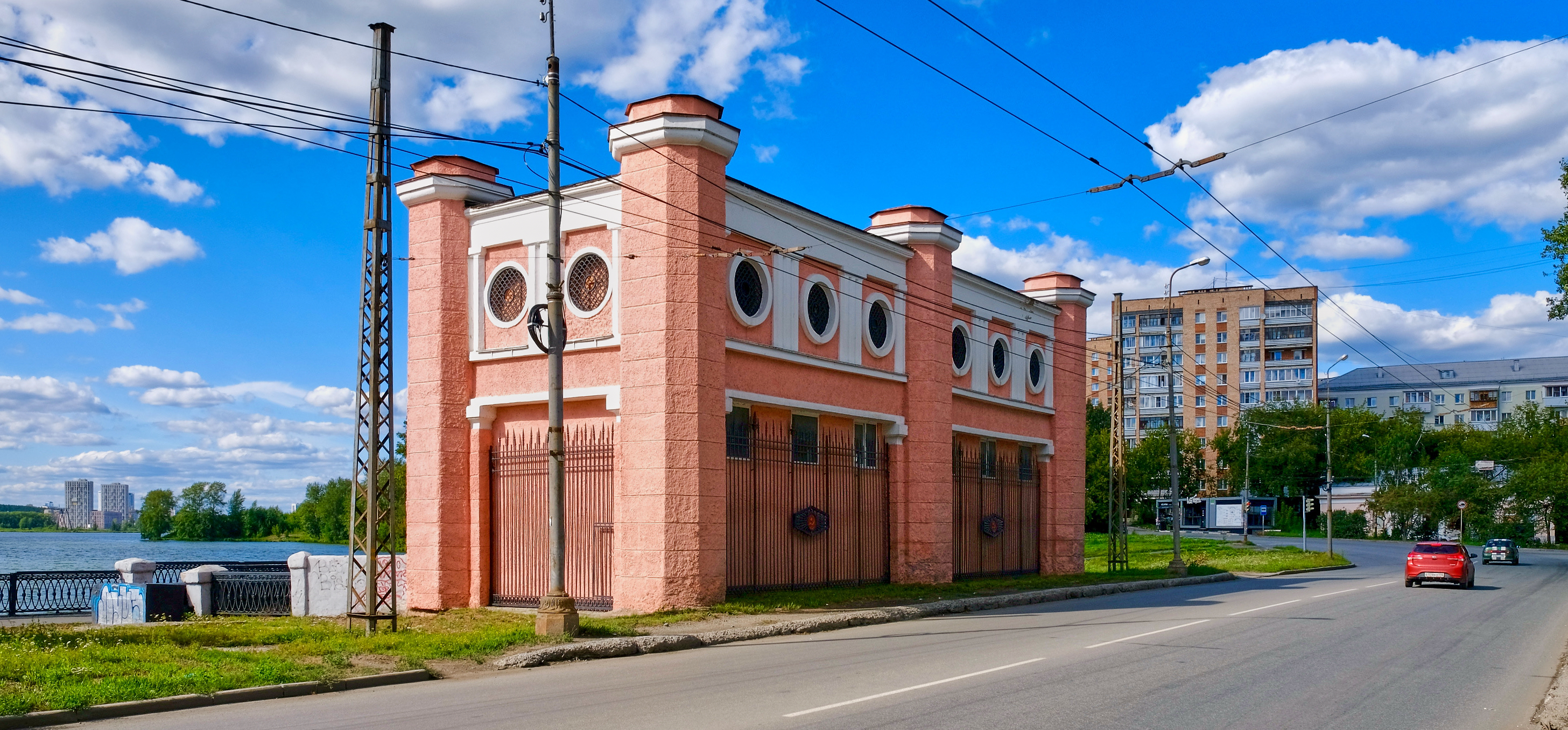
Павильон шлюзового хозяйства
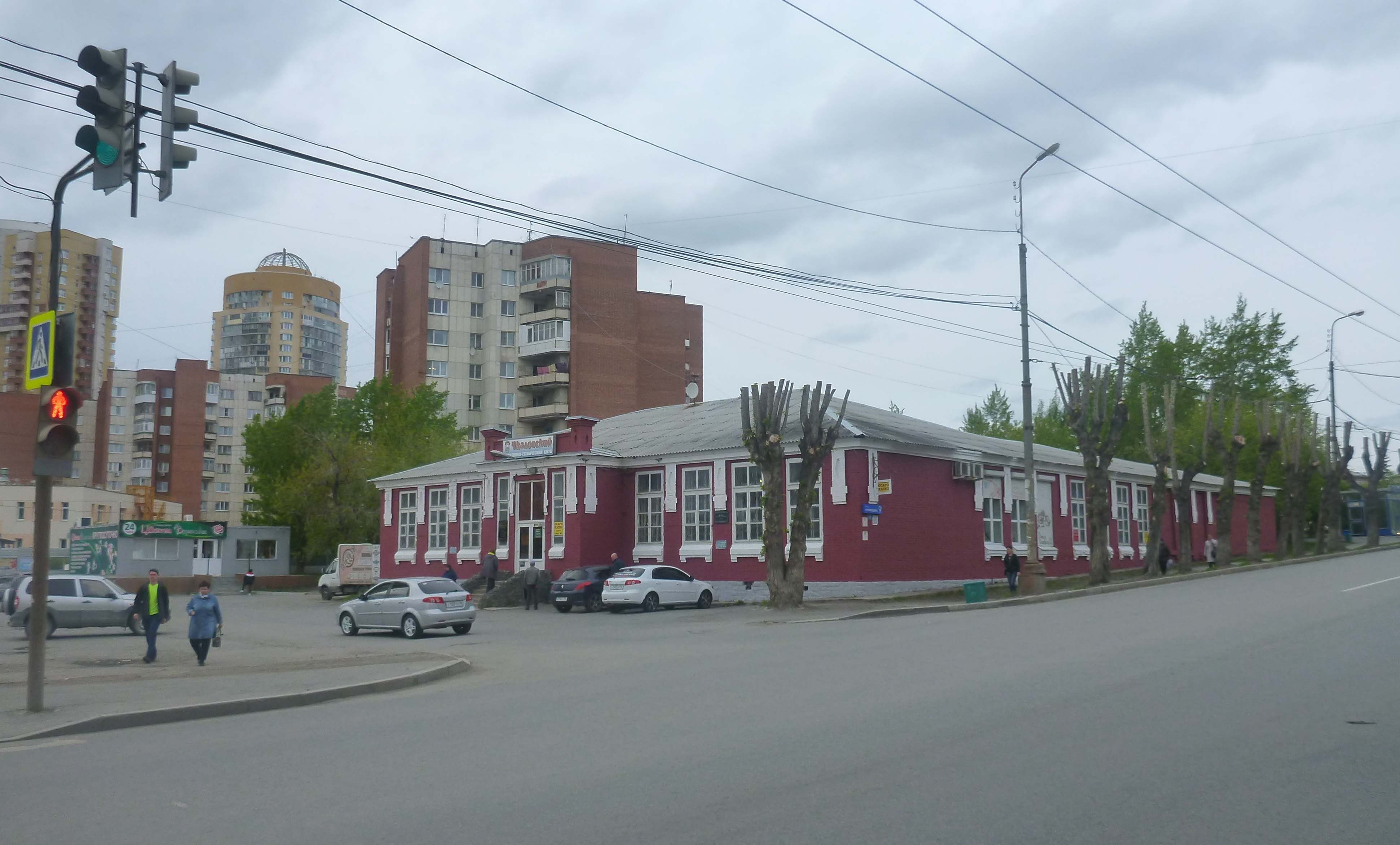
Клуб спортивно-технический
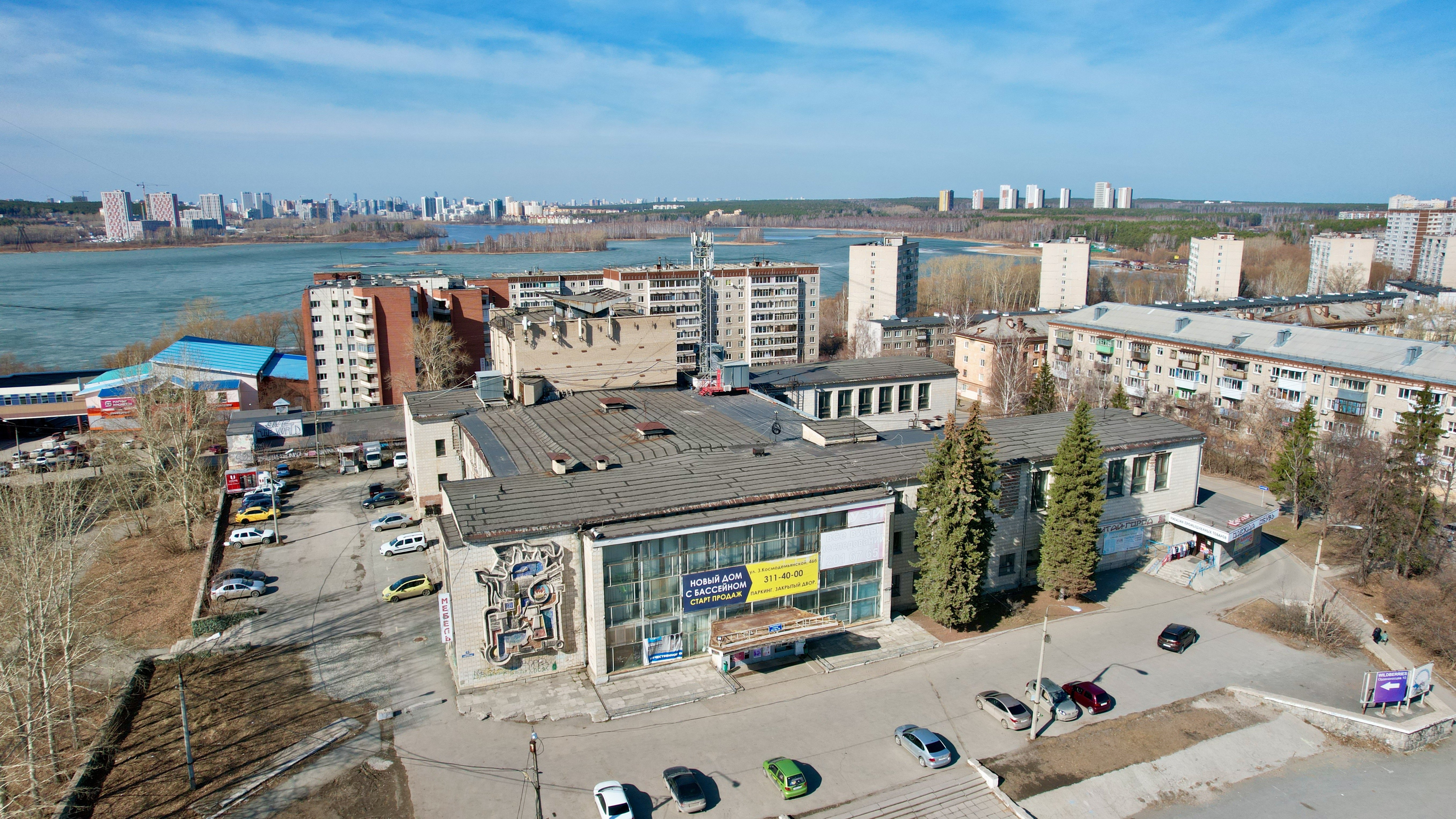
ДК «Химмаш»
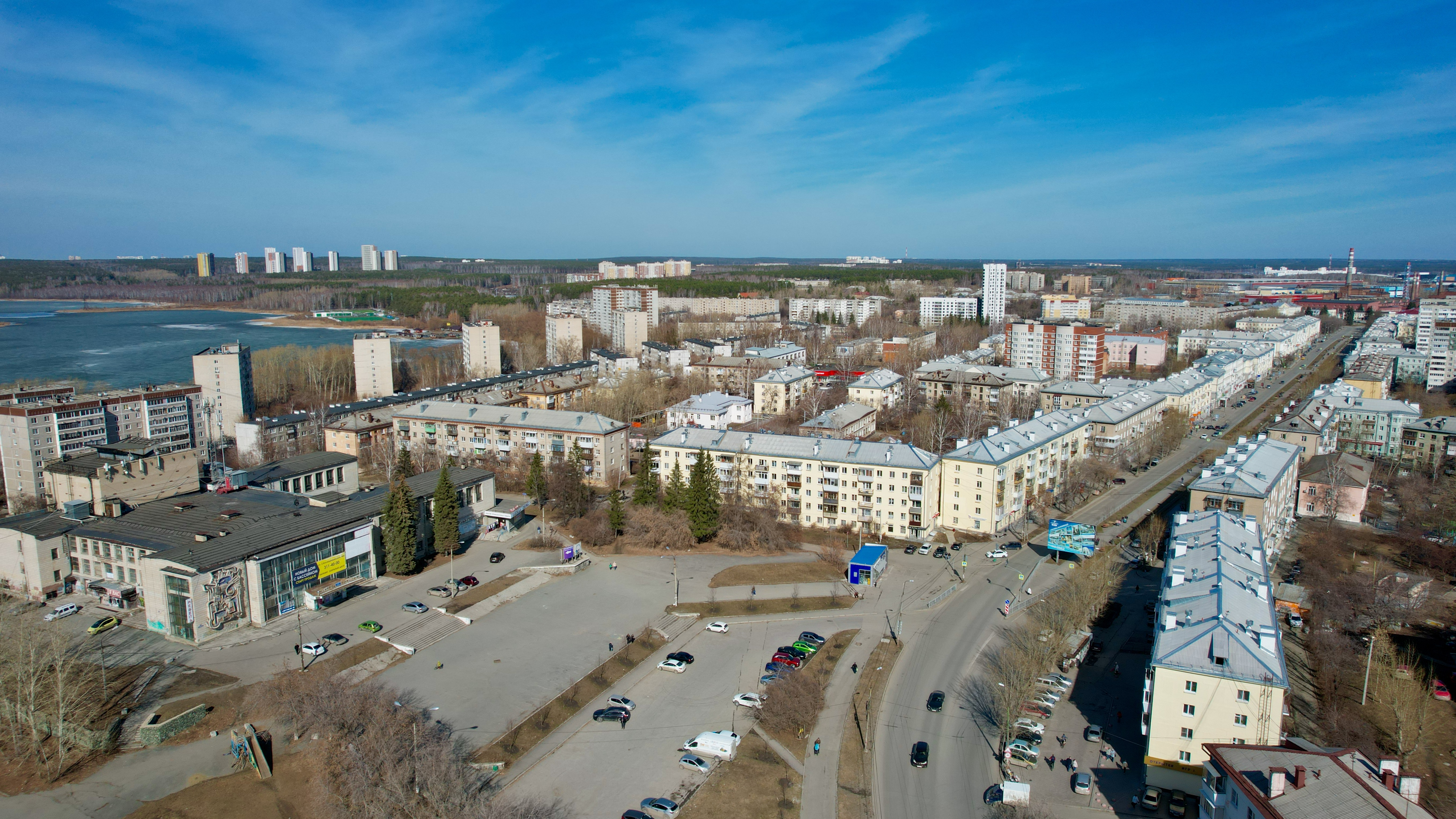
Вид с высоты, справа ДК «Химмаш»
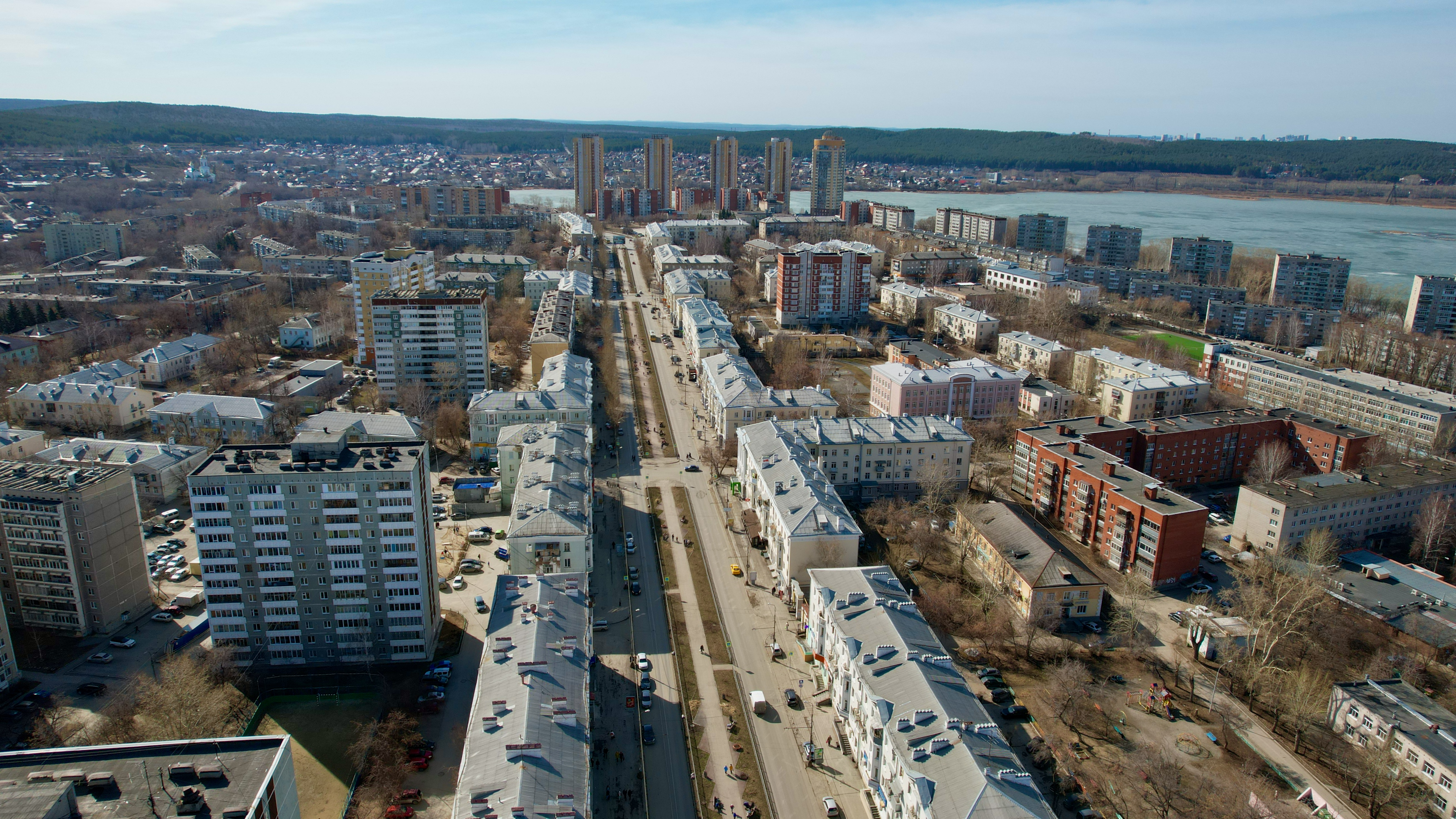
Вид с высоты на запад

## Транспорт
По улице проходят маршруты № 31 и 36 Екатеринбургского троллейбуса, а также автобусные маршруты № 19 и 64.